# Bilha
Bilha (hebr. בִּלְהָה) – postać biblijna ze Starego Testamentu. 
Niewolnica Racheli, która jest też w Biblii nazywana drugorzędną żoną Jakuba. Miała z Jakubem dwóch synów Dana i Neftalego. Z tą osobą związany jest pewien incydent: Kiedy Jakub rozbił namioty w okolicach Migdal-Eder, Bilha została uwiedziona przez swojego pasierba Rubena, jednego z synów Jakuba, co było dla Jakuba dużą zniewagą. 
Patrz Rdz 29,29; 30,3-7